# Waterkrachtcentrale Sjamb
De Waterkrachtcentrale Sjamb (Armeens: Որոտանի կասկադ, Vorotani kaskad) is een van de grootste waterkrachtcentrales in Armenië en ligt in de provincie Sjoenik. De centrale heeft een elektrische capaciteit van 170 megawatt. De centrale ligt aan de rivier de Vorotan bij de plaats Sjamb.
De centrale is een van de drie waterkrachtcentrales aan de rivier de Vorotan, net als de Waterkrachtcentrale Tatev en Waterkrachtcentrale Spandarjan.